# Die Privatsekretärin (1931)
Die Privatsekretärin ist eine 1930 gedrehte deutsche Liebeskomödie von Wilhelm Thiele mit Renate Müller in der Titelrolle.

## Handlung
Die junge, angehende Stenotypistin Vilma Förster will endlich groß durchstarten. Daher begibt sie sich, mit gerade einmal zwanzig Reichsmark in der Tasche, nach Berlin, um dort, wie sie hofft, groß Karriere zu machen. Auf der Suche nach einem ordentlich bezahlten Job begegnet sie dem dürren Bankdiener Hasel, einem freundlichen und gutmütigen Typen mit Lausbubengesicht, der viel lieber als Sangeskünstler durchstarten würde. Aus diesem Grunde hat er einen Gesangsverein gegründet. Um die Kosten niedrig zu halten, ist Hasel Vorsitzender, Dirigent und Kassierer in einer Person. Da Hasel und Vilma sich auf Anhieb gut verstehen, möchte dieser dem jungen, unerfahrenen Mädchen gern helfen und bemüht sich darum, dass sie eine Anstellung in „seiner“ Bank findet. Personalchef Klapper zeigt rasch reges Interesse an Vilma, das jedoch klar über das rein berufliche hinausgeht. Er nutzt seine Machtposition aus und bestellt sie zu einem Rendezvous am Potsdamer Platz, doch Vilma erscheint nicht.
Wütend und enttäuscht, lässt Klapper Vilma nun seinen Unmut spüren und brummt der Neumitarbeiterin eine „Strafarbeit“ auf, die Überstunden bedeutet. Das Tippen auf der Schreibmaschine nach Büroschluss bekommt auch ein junger Mann mit, den Vilma prompt für einen weiteren Bankangestellten hält. In Wahrheit ist es aber ihr oberster Chef, der Herr Direktor Arvai. Er bewahrt sein Inkognito und hilft Vilma stattdessen dabei, mit der unnützen Mehrarbeit rasch fertig zu werden. Dann lädt er die hübsche Blondine in „Webers Festsäle“ ein, wo Kollege Hasel mit seinem Gesangsverein auftritt. Arvai schaut Hasel, der sich freudig wundert, dass ihn sein Chef anlässlich seines Auftritts besuchen kommt, vielsagend an, so dass dieser sofort weiß, dass er ihn gegenüber Fräulein Förster nicht verraten solle. Erst am folgenden Morgen wird Vilma klar, wer ihr galanter Begleiter des vergangenen Abends war. Sie will Direktor Arvai sprechen, um ihre gestrige Unwissenheit klarzustellen, scheitert jedoch an des Herrn Direktors Vorzimmerdame, dessen Privatsekretärin.
Wieder ist der liebenswürdige Hasel zur Stelle, um auch dieses Problem Vilmas elegant zu lösen. Angeblich im Auftrag seines Chefs schickt er dessen Vorzimmerdame nach Dresden. Jetzt gelingt es Hasel, Vilma als Arvais neue Privatsekretärin zu platzieren. Als Arvai erfährt, dass sich seine eigentliche Sekretärin in Dresden aufhält, ist er für einen Moment verärgert; der Zorn aber verraucht im gleichen Moment, in dem er Vilma wiedersieht. Er bestellt die Neue zu sich nach Haus, unter dem Vorwand, ihr nach Büroschluss noch einige wichtige Briefe diktieren zu wollen. Vilma ist hocherfreut und wirft sich zu diesem Termin extra in Schale. Arvai, der längst ein Auge auf die junge Dame geworfen hat, möchte sie einer letzten Prüfung unterziehen und bietet Vilma allen erdenklichen Luxus an, um zu sehen, ob sie es nur auf seinen Wohlstand abgesehen haben könnte. Sein Vertrauen, das macht er ihr klar, bekommt sie hingegen nicht. Zutiefst enttäuscht beschließt Vilma, nicht mehr an ihren Arbeitsplatz zurückzukehren. Arvai beauftragt nun seinen engsten Vertrauten Hasel und seinen Chauffeur, Fräulein Förster zurückzuholen – vergebens. Daher kriecht er selbst zu Kreuze und begibt sich zu der kleinen Pension, in der Vilma untergekommen ist. Dort gesteht er der hübschen, jungen Frau seine Liebe, und die Privatsekretärin kehrt sowohl an ihren Arbeitsplatz als auch in sein Herz zurück.

## Produktionsnotizen
Die Privatsekretärin entstand im Oktober/November 1930 in Berlin (Studio- wie Außenaufnahmen). Nach der Zensur am 15. Januar 1931 erfolgte ein Jugendverbot. Der Neunakter maß eine Länge von 2316 Metern und wurde am 16. Januar 1931 im Berliner Capitol am Zoo uraufgeführt. Der Verleih erfolgte durch die Emelka. Für Österreich war die Erstaufführung in Wien am 4. April 1931 vorgesehen.
Georg Witt diente Produzent Hermann Millakowsky als Produktionsleiter. Die Texte zu Paul Abrahams Komposition stammen aus der Feder von Robert Gilbert, die Orchesterleitung übernahm die Kapelle Curt Lewinek. Die Filmbauten entwarf Otto Hunte, ihm assistierte Franz Koehn. Hans Grimm sorgte für den Ton.
Es wurden folgende Musiktitel gespielt:
- Ich bin ja heut’ so glücklich
- Ich hab’ ‘ne alte Tante
- Mein Herz hab’ ich gefragt
- Von der Arbeit seiner Hände

Die Aufnahmen erschienen im Alrobi-Musikverlag GmbH, Berlin.
Vor allem das von Renate Müller intonierte Lied Ich bin ja heut‘ so glücklich wurde zu einem veritablen Gassenhauer und Evergreen.

## Fremdsprachige Fassungen und Neuverfilmungen
Die französische Fassung von der Privatsekretärin hieß Dactylo und wurde gleichfalls von Thiele inszeniert, allerdings mit rein französischsprachigen Darstellern. Dieser Film lief im April 1931 in Paris an und erhielt 1934 mit Dactylo se marie eine Fortsetzung. Inszeniert wurde dieser Streifen vom im Deutschen Reich als Jude mittlerweile verfemten Joe May, weshalb Dactylo se marie lediglich in Österreich gezeigt wurde, und zwar unter dem Titel Die Privatsekretärin heiratet.
Auch die Italiener fertigten eine Fassung der Privatsekretärin für ihren Filmmarkt an, die dort La segretaria privata hieß und vom Mussolini-Günstling Goffredo Alessandrini inszeniert wurde.
Die Privatsekretärin war 1931 in Deutschland ein derart großer Publikumserfolg, dass die Briten großes Interesse an einer Neuverfilmung zeigten. So verkaufte die produzierende Greenbaum-Film die Rechte im März 1931 an die Berliner Felsom-Film, die im Auftrag der Londoner Gainsborough Pictures noch im selben Jahr das britische Remake unter dem Titel Sunshine Susie, ebenfalls mit Renate Müller in der Hauptrolle, herstellte. Am 11. Juni 1931 lief derweil das deutsche Original unter dem Titel The Office Girl auch in den USA (New York) an.
Privatsekretärin-Schnittmeister Paul Martin inszenierte 1953 im Auftrag von CCC-Chef Artur Brauner ein Remake des Films unter demselben Namen. Allerdings erhielten die Protagonisten dieser Geschichte andere Rollennamen.

## Bedeutung des Films für Müllers Karriere
Die Privatsekretärin signalisierte den endgültigen Durchbruch Renate Müllers zum Filmstar. Kurz zuvor, noch im Jahr 1930, war sie in Liebling der Götter an der Seite von Emil Jannings aufgetreten und dort groß herausgestellt worden. In Die Privatsekretärin musste sie nun erstmals einen Film weitgehend allein tragen.
Heinrich Fraenkel schrieb dazu in seinem Erinnerungsbuch „Unsterblicher Film“:
„Was war der tiefere Grund für die außerordentliche Wirkungskraft dieser Schauspielerin? Es war ganz einfach die Tatsache, daß sie den Urbegriff des sauberen jungen Mädchens bildete; und ob sie nun in ihrem ersten Welterfolg ‚Die Privatsekretärin‘ darstellte … oder ob sie in ‚Victor und Victoria‘ einen Damenimitator spielte oder … unter Carl Froelichs Regie die ‚Liselotte von der Pfalz‘, immer war sie in ihrer Erscheinung und in ihrem Wesen der Wunschtraum von Millionen junger Männer, die sich genau so ein Mädchen wünschten, und von Millionen junger Mädchen, die ebenso hübsch, so gesund und adrett sein wollten, und ebenso glücklich. ‚Ich bin ja heut’ so glücklich, ich bin ja heut’ so glücklich…‘, dieser durch seine naive Simplizität so wirkungsvolle Schlager, den die Müller ‚kreiert‘ hat, er könnte gewissermaßen das Motto für das Bild sein, das vielen Millionen ihrer Verehrer von Renate Müller in Erinnerung blieb.“

## Kritiken und Rezeption
In der Österreichischen Film-Zeitung hieß es am 4. April 1931: „Unsere hastende, von so viel Leichtigkeit aber auch Oberflächlichkeit erfüllte Gegenwart bildet, schlagschattenartig, den Hintergrund, von dem sich die Persönlichkeit des kleinen, hübschen Mädchens abhebt, das zwar durchaus modern, selbstbewußt, mit einem Wort: zeitgemäß ist, das aber dennoch innerlich in der Solidität einer früheren Zeit wurzelt. Damit erscheint dieser ganz entzückende Film … in seinem Grundwesen charakterisiert. Aeußerst amüsant sind die Großstadterlebnisse der anmutigen, herzigen Vilma, die durch ihren -- sicherlich unbewußten! -- sex appeal sicherlich manchen Attentaten auf ihre fest gefügten Begriffe von Mädchentugend und -anständigkeit ausgesetzt wird, denen sie indessen bis zur letzten Konsequenz standhält. (…) Renate Müller, die durch ihren ungewöhnlichen Liebreiz faszinierende junge Wiener [sic !] Künstlerin, ist die Trägerin der Haupt- und Titelrolle in dem von einer Menge kleiner und kleinster Episoden von sicherer Wirkung umrankten Geschehen, das auch durch die glänzende musikalische Unternehmung von Paul Abraham mitreißt.“
Paimann’s Filmlisten resümierte: „Ein Sujet, weder neu noch tiefschürfend, hat dank tempoerfüllter Regie, flüssiger Dialogführung und ungemein geschickter Einflechtung operettenhafter Motive einen selten liebenswürdigen Film geliefert. Nicht zu vergessen das wohlabgestimmte Ensemble; Müller-Thimig echt, ungezwungen, Bressart eine Kabinettleistung. Endlich noch Abraham‘s melodiöse Begleitmusik und Schlagerlieder, gleich saubere Aufmachung Tonwiedergabe und Photographie. — Gesamtqualifikation: Fast ein Schlager.“

„Es ist schwer zu sagen, warum das Filmlustspiel ‚Die Privatsekretärin‘ ein so großer Erfolg wurde. Die einen sagen, es liege an den Schlagern… die anderen waren in die kleine Stenotypistin Renate Müller verliebt, die herzerfrischend und glückselig  durch ihre Sonntage trällert und tänzelt und zweifellos eine fein durchgearbeitete  und pointierte Darstellung bietet; die jungen Mädchen wiederum waren in Hermann Thimig verliebt, den Bankdirektor, der ein Filmliebhaber neuer, origineller, menschlicherer Art ist, als wir ihn bisher auf der Leinwand erlebten. Die Bressart-Gemeinde lachte vor Freude über den Bankdiener und den Präsidenten des Gesangsvereins und weinte vor Rührung über den ‚Schlemihl mit Herz‘.  Die vom Bau meinten, daß der Regisseur Wilhelm Thiele sich auch hier wieder als großer Könner erwesen habe und der Erfolg auf sein Konto käme; die Filmliteraten dagegen buchen den Erfolg auf den Stoff, der endlich einmal einen ganz einfachen Ausschnitt aus dem Alltagsleben bringt.“